# Parque nacional Ichigkat Muja-Cordillera del Cóndor
El parque nacional Ichigkat Muja-Cordillera del Cóndor es un área protegida en el país sudamericano de Perú ubicada específicamente en el departamento de Amazonas (Perú), provincia de Condorcanqui, cerca de la frontera con Ecuador. El nombre Ichigkat Muja significa en la lengua awajún 'montañas sagradas'. Fue protegido después de múltiples peticiones de grupos conservacionistas debido a su riqueza en flora y fauna. Incluye bosques, cuevas, cascadas y selvas. Casi la mitad de la superficie del parque es un área bajo estricta protección.[cita requerida] El parque fue creado en el año 2007 con una superficie de 88 477 ha a pesar de que se había solicitado que fuese mucho más amplio. Enfrenta amenazas como la presencia de colonos y la minería ilegal.
Fue creado el 9 de agosto de 2007 mediante Decreto Supremo n. 023-2007-AG a partir de la Zona Reservada Santiago Comaina, junto a la Reserva comunal Tuntanaín.